# Time (singel Lionela Richiego)
"Time" – singiel Lionela Richiego z 1998 roku, pochodzący z płyty o tym samym tytule, wydany przez Mercury Records. 

## Spis utworów
- Time (radio edit) 4:14
- Time (waterman mix - radio edit) 3:38
- All Night Long (hustlers convention dmc mix) 6:21
- Time (todd terry radio remix) 3:28

Wszystkie utwory zostały napisane przez Lionela.